# フロンティア (中谷美紀の曲)
「フロンティア」（frontier）は、中谷美紀の7枚目のシングル。1999年7月28日にワーナーミュージック・ジャパン/wea japanから発売された。
本作も作曲・編曲・プロデュースは坂本龍一が担当している。

## 概要
表題曲「フロンティア」は、1998年11月に発売された坂本美雨のアルバム『AQUASCAPE』収録曲「awakening」に中谷が新たな歌詞を付けたもので、坂本龍一独特のアレンジによる浮遊感漂うサウンドとなっている。中谷本人が主演した日本テレビ系ドラマ『女医』の主題歌として使用された。
カップリングの「all this time」は「フロンティア」の英語バージョンで、同ドラマの中でも挿入歌として使用された。

### 批評
音楽情報サイトCDジャーナルの紹介ページでは、「核心をヴェールで包んだような神秘的な詞を中谷自身が書き、曲は今回も坂本龍一独特の陶酔感を持っている。彼女の消えそうで甘い声が、メロディに調和して心地よい」と評されている。

## 収録曲
1. フロンティア（5:35）
作詞: 中谷美紀 / 作曲・編曲: 坂本龍一
2. all this time（5:13）
作詞: jcfs / 作曲・編曲: 坂本龍一
3. フロンティア〈Instrumental〉（5:52）

## 収録作品
| 発売日         | タイトル | 規格品番   | 備考           |
| -------------- | -------- | ---------- | -------------- |
| 1999年11月10日 | 私生活   | WPC6-10043 | Album Version  |
| 2001年11月21日 | MIKI     | WPC6-10177 | Single Version |